# Daniel Mancini
Daniel Mancini, dit « Nano », né le 11 novembre 1996 à Tránsito (es) (San Justo), est un footballeur italo-argentin qui évolue au poste d'ailier droit au Panathinaïkós FC.

## Biographie
Daniel Mancini naît à Tránsito, dans le département de San Justo, mais passe toute sa jeunesse à Arroyito, également dans le département de San Justo, où il commence le football au Club Deportivo y Cultural Arroyito.
En 2008, il rejoint la filiale du Proyecto Crecer de San Francisco (Argentine), club possédant un partenariat de la part des Newell's Old Boys et des Girondins de Bordeaux afin de repérer les meilleurs talents. Là il croise Emiliano Sala avant qu'il signe à Bordeaux, mais ils ont six ans d'écart.
Il rejoint ensuite les Newell's Old Boys en 2014 à l'âge de 17 ans. Après un an dans les équipes réserves, il fait ses débuts chez les professionnels le 12 juillet 2015 lors d'une victoire 3-0 contre le Racing Club. Il participe ensuite à deux saisons où il dispute 16 matchs de Primera División et inscrit 2 buts.
Le 26 janvier 2017, il s'engage aux Girondins de Bordeaux pour trois ans et demi. Après six mois pour s'acclimater à la vie en Europe, le club girondin décide de le prêter un an en Ligue 2 au Tours FC. 
Le 29 juin 2018, après une saison au Tours FC où il participe à 30 matchs, il est à nouveau prêté en Ligue 2 pour la saison 2018-2019 mais cette fois-ci à l'AJ Auxerre.
Lors de son retour de prêt à Bordeaux, il n'entre pas dans les plans de l'entraîneur Paulo Sousa et se doit de trouver un nouveau club durant le mercato d'été. Après plusieurs semaines de négociations, il rejoint le 28 août 2019 l'Aris Salonique, club évoluant en Superleague grecque.

## Statistiques
| Saison                | Club                  | Championnat           | Championnat | Championnat | Coupe nationale | Coupe nationale | Coupe de la Ligue | Coupe de la Ligue | Compétition(s) continentale(s) | Compétition(s) continentale(s) | Compétition(s) continentale(s) | Total | Total |
| Saison                | Club                  | Division              | M.          | B.          | M.              | B.              | M.                | B.                | Comp.                          | M.                             | B.                             | M.    | B.    |
| 2015                  | Newell's Old Boys     | Primera División      | 9           | 0           | -               | -               | -                 | -                 | -                              | -                              | -                              | 9     | 0     |
| 2016                  | Newell's Old Boys     | Primera División      | 7           | 2           | -               | -               | -                 | -                 | -                              | -                              | -                              | 7     | 2     |
| Sous-total            | Sous-total            | Sous-total            | 16          | 2           | -               | -               | -                 | -                 | -                              | -                              | -                              | 16    | 2     |
| 2016-2017             | Girondins de Bordeaux | Ligue 1               | -           | -           | -               | -               | -                 | -                 | -                              | -                              | -                              | 0     | 0     |
| Sous-total            | Sous-total            | Sous-total            | -           | -           | -               | -               | -                 | -                 | -                              | -                              | -                              | 0     | 0     |
| 2017-2018             | Tours FC (prêt)       | Ligue 2               | 26          | 4           | 2               | 0               | 2                 | 2                 | -                              | -                              | -                              | 30    | 6     |
| Sous-total            | Sous-total            | Sous-total            | 26          | 4           | 2               | 0               | 2                 | 2                 | -                              | -                              | -                              | 30    | 6     |
| 2018-2019             | AJ Auxerre (prêt)     | Ligue 2               | 36          | 4           | 1               | 0               | 2                 | 2                 | -                              | -                              | -                              | 39    | 6     |
| Sous-total            | Sous-total            | Sous-total            | 36          | 4           | 1               | 0               | 2                 | 2                 | -                              | -                              | -                              | 39    | 6     |
| 2019-2020             | Girondins de Bordeaux | Ligue 1               | -           | -           | -               | -               | -                 | -                 | -                              | -                              | -                              | 0     | 0     |
| Sous-total            | Sous-total            | Sous-total            | -           | -           | -               | -               | -                 | -                 | -                              | -                              | -                              | 0     | 0     |
| Total sur la carrière | Total sur la carrière | Total sur la carrière | 78          | 10          | 3               | 0               | 4                 | 4                 | -                              | -                              | -                              | 85    | 14    |